# سوزانا باريخا
سوزانا باريخا (بالإسبانية: Susana Pareja) مواليد 13 مارس 1973 في بلنسية، هي لاعبة كرة يد إسبانية. مثلت منتخب إسبانيا لكرة اليد للسيدات. شاركت في دورة الألعاب الأولمبية الصيفية سنة 2004.

## روابط خارجية
- سوزانا باريخا على موقع أوليمبيديا (الإنجليزية)